# Adriana Tămârjan
Adriana Tămârjan (n. 8 mai 1991, Constanța, România) este o fostă gimnastă română. Anamaria Tămârjan a fost una din membrele echipei României de gimnastică artistică la Jocurile Olimpice din 2008, care s-au desfășurat în Beijing, China, dar nu a participat.

## Viața și cariera timpurie
Adriana are o soră geamănă, Anamaria, care este la rândul său o gimnastă de talie mondială și membră a echipei României de gimnastică artistică la Jocurile Olimpice din 2008.
Adriana și Anamaria au început să practice gimnastica artistică la vârsta de 4 ani în orașul Ploiești. Ulterior, la vârsta de 12 ani, s-a mutat la Centrul național român de gimnastică pentru juniori din orașul Onești, iar mai târziu a fost selecționată pentru a se antrena la Centrul național român de gimnastică pentru seniori din orașul Deva.

## Cariera ulterioară
La campionatele europene din anul 2008, desfășurate la Clermont-Ferrand, în Franța, Adriana Tămârjan a câștigat medalia de aur cu echipa de gimnastică artistică a României.